# Walerian Krzeczunowicz (1869–1946)
Walerian Kalikst Krzeczunowicz h. własnego (ur. 16 kwietnia 1868 we Lwowie, zm. 22 stycznia 1946 w Krakowie) – ziemianin, poseł do Sejmu Krajowego Galicji X kadencji.

## Życiorys
Pochodził z ormiańskiej rodziny. Był wnukiem Waleriana, synem Kornela i Izabeli Sabiny Suchodolskiej h. Janina (1841–1916), bratem Aleksandra, Heleny Aleksandry (1866–1932) i Leona (1872–1888). Ożeniony z Iloną de Fricke, mieli pięcioro dzieci: Marię, Izabelę (1899–1957), Leona (1901–1945), Helenę (1905–1984) i Jerzego.
Posiadał majątek ziemski Jaryczów Nowy. W 1913 został posłem Sejmu Krajowego Galicji wygrywając wybory w IV kurii okręgu Lwów. W sejmie reprezentował konserwatywne ugrupowanie podolaków.
Po wybuchu I wojny światowej wyjechał z rodziną do Wiednia, wrócił w 1918 do Lwowa.
Podczas II wojny światowej opuścił majątek przyjeżdżając do rodziny do Krakowa. Pochowany został na cmentarzu Rakowickim (kwatera XLIX-wsch-12).

## Ordery i odznaczenia
- Krzyż Oficerski Orderu Odrodzenia Polski (10 listopada 1928)[4]